# خط طول 153° غرب
خط طول 153° غرب هو أحد خطوط الطول الجغرافية، والتي تمتد من القطب الشمالي الجغرافي إلى القطب الجنوبي الجغرافي، وحسب التحويل الزمني يتأخر خط طول 153° غرب عن خط غرينتش بـ10 ساعة و12 دقيقة.

## من القطب إلى القطب
ينطلق خط طول 153° غرب من القطب الشمالي نحو القطب الجنوبي مرورا بالمناطق التي ترد في الجدول التالي:
| الإحداثيات                           | البلد أو الإقليم أو البحر | ملاحظات                                                                                      |
| ------------------------------------ | ------------------------- | -------------------------------------------------------------------------------------------- |
| 90°0′N 153°0′W / 90.000°N 153.000°W  | المحيط المتجمد الشمالي    |                                                                                              |
| 71°54′N 153°0′W / 71.900°N 153.000°W | بحر بيوفورت               |                                                                                              |
| 70°54′N 153°0′W / 70.900°N 153.000°W | الولايات المتحدة          | ألاسكا                                                                                       |
| 59°48′N 153°0′W / 59.800°N 153.000°W | Cook Inlet                |                                                                                              |
| 58°45′N 153°0′W / 58.750°N 153.000°W | Shelikof Strait           | مرورا بشرق Cape Douglas, ألاسكا, الولايات المتحدة (في 58°51′N 143°14′W / 58.850°N 143.233°W) |
| 58°18′N 153°0′W / 58.300°N 153.000°W | الولايات المتحدة          | ألاسكا — جزيرة أفوغناك, Raspberry Island, جزيرة كودياك و Sitkalidak Island                   |
| 57°7′N 153°0′W / 57.117°N 153.000°W  | المحيط الهادئ             | مرورا بغرب Rimatara island, تاهيتي (في 22°38′S 152°52′W / 22.633°S 152.867°W)                |
| 60°0′S 153°0′W / 60.000°S 153.000°W  | المحيط الجنوبي            |                                                                                              |
| 77°15′S 153°0′W / 77.250°S 153.000°W | القارة القطبية الجنوبية   | منطقة روس, المطالب الإقليمية بالقارة القطبية الجنوبية by نيوزيلندا                           |